# دينو جرور
دينو جرور (بالرومانية: Dinu Graur)‏ (27 ديسمبر 1994 بكيشيناو في مولدوفا - ) هو لاعب كرة قدم مولدوفي في مركز الدفاع. لعب مع زمبرو تشيسيناو وFC Zimbru-2 Chișinău ‏.

## وصلات خارجية
- دينو جرور على موقع الاتحاد الأوربي (الإنجليزية)
- دينو جرور على موقع قاعدة بيانات كرة القدم.إي يو (الإنجليزية)
- دينو جرور على موقع ناشيونال فوتبول تيمز (الإنجليزية)
- دينو جرور على موقع Soccerway.com (الإنجليزية)